# Julia en la onda
Julia en la onda es un programa de radio en España, también conocido por su acrónimo JELO, estrenado en 2007 por Onda Cero y presentado por la periodista Julia Otero.

## Formato
El programa ocupa la franja de 15:00 a 19:00. El espacio comienza con un repaso a la actualidad junto al periodista Rafael Noblejas y después, las noticias con humor contadas por Oriol Parreño y Marina Martínez. Ferrán Monegal hace un repaso a la televisión. 
Julia Otero recupera para su última hora una de las secciones más conocidas de su anterior etapa en Onda Cero El gabinete. En la tertulia sólo repite Juan Adriansens. El resto son nuevas incorporaciones como Ángeles Durán, Juan Manuel de Prada, Antón Reixa, Montserrat Nebrera, Arcadi Espada, Begoña Aranguren, Xavier Sala i Martín, Espido Freire, Pilar Rahola, Antonio Zoido Naranjo, Jorge Wagensberg,  Alfredo Urdaci y Elisa Beni.
En la segunda temporada de Julia en la Onda (2008-2009), salieron del gabinete Alfredo Urdaci, Xavier Sala i Martí y Mª Ángeles Durán e ingresaron Isabel Tocino, que apenas duró un mes, y Jesús María de Miguel. Recuperó además la sección El epílogo, que no llegó a cuajar. 
Se estrenó la sección de humor La rabiosa actualidad con David Cervelló, Guillem Zaragoza, Oriol Parreño y Judit Martín.
En la tercera temporada abandonan el gabinete (2009-2010) Juan Manuel de Prada, Begoña Aranguren, Antonio Zoido Naranjo y José Antonio Labordeta. El gabinete, en septiembre del 2009, está formado por Fernando Sánchez Dragó, Juan Adrianséns, Elisa Beni, Jorge Wagensberg, Pilar Rahola, Jesús de Miguel, Julián Casanova y se incorporan Celia Villalobos, Alejo Vidal Quadras, Nacho Vigalondo, Inés Ballester y Najat Al Achmi.
En la temporada 2012-2013 se añade una nueva sección a las 17:00 horas llamada Con un par, con Máximo Pradera y Antonio Naranjo. Las desavenencias entre ambos hacen que a mediados de la temporada siguiente tengan que ser sustituidos por Melchor Miralles y Antonio Baños. 
En la temporada 2014-2015 el programa se articula de la siguiente manera: 
- La tele con Ferrán Monegal;
- Mesa de redacción con tres integrantes de la redacción del programa que se alternan: Guillem Zaragoza, Marina Martínez Vicens, Nuria Torreblanca, Goyo Martínez y Aneyma León (durante los dos últimos meses de la temporada sustituida por Aloña Fernández Larrechi por maternidad) Además, invitado a la redacción. Lunes Héctor Fernández (deportes), martes Joana Bonet (tendencias), miércoles Eduardo de Vicente (cine), jueves Antonio Baños (economía), viernes José Luis Gallego (ecología).
- Entrevistas a diferentes protagonistas: músicos, escritores, científicos, políticos. Además, los lunes, Territorio negro, con Luis Rendueles y Manuel Marlasca. Los jueves, Nuevo territorio histórico con Juan Adriansens y los viernes, Territorio comanche, tertulia cultural y de tendencias con Agustín Alcalá, Máximo Pradera, Santiago Segurola, Julián Casanova (repaso de películas) y Lorenzo Caprile.
- Gabinete. Manuel Delgado, Juan Adriansens, Elisa Beni, Lucía Etxebarría, Pilar Rahola, Anna Grau, María José Tarancón, Xavier Sardá, Julián Casanova, Alejo Vidal Quadras, Fernando Iwasaki, Melchor Miralles y Carmen Rigalt.

En la temporada 2015-2016 continúa el esquema Monegal/Mesa de redacción (en la primera hora), Personas físicas/entrevistas (en la segunda) y en el gabinete incorpora nuevas voces, como Noelia Adánez, el regreso de Juan Manuel de Prada, Rosa Díez y el salto de Antonio Baños, de la mesa de redacción al gabinete.
Desde 2016, además, el programa incorpora nuevas secciones que se van transformando en pilares del formato: la actualidad política internacional vista por El Orden Mundial, la verificación de la realidad informativa de la mano de 'Maldita hemeroteca', las masterclass, con reputados referentes de diferentes temáticas, como el paleontólogo Juan Luis Arsuaga, o la mirada del periodista Borja Terán con sus historias de la tele que radiografían cómo somos como sociedad. También participan el inventor Pep Torres o el corresponsal de Onda Cero desde Nueva York Agustín Alcalá.

## Antiguos colaboradores
En la tertulia denominada El Gabinete:
- Alfredo Urdaci
- Antón Reixa
- Antonio Zoido Naranjo
- Begoña Aranguren
- Carmen Posadas
- Carmen Rigalt
- Celia Villalobos
- Cristina Losada
- Espido Freire
- Fernando Sánchez Dragó
- Germán Yanke
- Inés Ballester
- Javier Sádaba
- Jesús de Miguel
- Jorge Wagensberg
- José Antonio Labordeta
- Luis Racionero
- Manuel Fernández-Monzón Altolaguirre
- Montserrat Nebrera
- Nacho Vigalondo
- Najat El Hachmi
- Rosa María Calaf
- Xavier Sala i Martín

Por años, estos son los colaboradores del Gabinete, según la temporada en la que participaron. 

Temporada 2007-2008: Juan Adriansens, Julián Casanova, Juan Manuel de Prada, Pilar Rahola, Antón Reixa, Espido Freire, Jorge Wagensberg, Arcadi Espada, Begoña Aranguren, Xavier Sala i Martin, Montserrat Nebreda, Antonio Zoido Naranjo, Alfredo Urdaci. A mitad de temporada se incorporó Elisa Beni.

Temporada 2008-2009: Juan Adriansens, Julián Casanova, Elisa Beni, Juan Manuel de Prada, Pilar Rahola, Antón Reixa, Espido Freire, Jorge Wagensberg, Arcadi Espada, Begoña Aranguren, Antonio Zoido Naranjo, Jesús de Miguel, José Antonio Labordeta, Isabel Tocino (solo estuvo un mes en el programa).

Temporada 2009-2010: Juan Adriansens, Julián Casanova, Elisa Beni, Pilar Rahola, Antón Reixa, Espido Freire, Jorge Wagensberg, Jesús de Miguel, Fernando Sánchez Dragó, Celia Villalobos, Alejo Vidal Quadras, Nacho Vigalondo, Inés Ballester, Nataj Al Achmi.

Temporada 2010-2011: Juan Adriansens, Julián Casanova, Elisa Beni, Pilar Rahola, Antón Reixa, Espido Freire, Jorge Wagensberg, Jesús de Miguel, Juan Carlos Girauta, Javier Sádaba, Javier Sardá, Lucia Etxebarría, Inés Ballester, Juan Van Halen.

Temporada 2011-2012: Juan Adriansens, Julián Casanova, Elisa Beni, Pilar Rahola, Antón Reixa, Espido Freire, Jorge Wagensberg, Jesús de Miguel, Juan Carlos Girauta, Javier Sádaba, Lucia Etxebarría, Antonio Naranjo, General Monzón, Joan Ridao, Germán Yanke, y, de forma esporádica, Carme Freixa y José María Calleja.

Temporada 2012-2013: Juan Adriansens, Julián Casanova, Elisa Beni, Pilar Rahola, Antón Reixa, Jorge Wagensberg, Jesús de Miguel, Juan Carlos Girauta, Javier Sádaba, Lucía Etxebarría, General Monzón, Manuel Delgado, Javier Sardá, Charo Izquierdo.

Temporada 2013-2014: Juan Adriansens, Julián Casanova, Elisa Beni, Pilar Rahola, Antón Reixa, Jorge Wagensberg, Jesús de Miguel, Juan Carlos Girauta, Lucía Etxebarría, General Monzón, Manuel Delgado, Ana Grau, Cristina Losada.

Temporada 2014-2015: Juan Adriansens, Julián Casanova, Elisa Beni, Pilar Rahola, Antón Reixa, Jorge Wagensberg, Juan Carlos Girauta, Lucía Etxebarría, General Monzón, Manuel Delgado, Ana Grau, Javier Sardá, Alejo Vidal Quadras, María José Tarancón, Fernando Iwasaki, Melchor Miralles.

Temporada 2015-2016: Juan Adriansens, Julián Casanova, Elisa Beni, Pilar Rahola, Antón Reixa, Jorge Wagensberg, Juan Carlos Girauta, Lucía Etxebarría, Manuel Delgado, Ana Grau, Javier Sardá, María José Tarancón, Fernando Iwasaki, Melchor Miralles, Juan Manuel de Prada, Noelia Adánez, Rosa Díez

Temporada 2016-2017: Juan Adriansens, Julián Casanova, Elisa Beni, Manuel Delgado, Ana Grau, María José Tarancón, Fernando Iwasaki, Juan Manuel de Prada, Noelia Adánez, Rosa Díez, Ana Pardo de Vera, Javier Gállego, Pedro Insua.

Temporada 2017-2018: Juan Adriansens, Julián Casanova, Elisa Beni, Manuel Delgado, Fernando Iwasaki, Juan Manuel de Prada, Noelia Adánez, Rosa Díez, Antón Reixa, Javier Sardá, María Jose Tarancón.

Temporada 2018-2019: Julián Casanova, Elisa Beni, Fernando Iwasaki, Juan Manuel de Prada, Noelia Adánez, Antón Reixa, Javier Gállego, Arantxa Tirado, Javier Sardá, Ignasi Guardans, Jacobo Dopico, Ana Collado.

Temporada 2019-2020: Julián Casanova, Elisa Beni, Fernando Iwasaki, Juan Manuel de Prada, Noelia Adánez, Antón Reixa, Javier Gállego, Arantxa Tirado, Javier Sardá, Ignasi Guardans, Estefanía Molina, Julio Lleonart, Eva Parera.

Temporada 2020-2021: Julián Casanova, Elisa Beni, Fernando Iwasaki, Juan Manuel de Prada, Noelia Adánez, Javier Gállego, Arantxa Tirado, Javier Sardá, Ignasi Guardans, Estefanía Molina, Julio Lleonart, Pilar Gómez, Juan Soto Ivars.
Temporada 2021-2022: Julián Casanova, Elisa Beni, Fernando Iwasaki, Juan Manuel de Prada, Javier Gállego, Arantxa Tirado, Javier Sardá, Ignasi Guardans, Estefanía Molina, Julio Lleonart, Juan Soto Ivars, Carmen Morodo. El gabinete pasa a ser de lunes a jueves y los viernes hay dos horas de Territorio Comanche. La última semana de mayo, Estefanía Molina abandona el Gabinete (por un contrato de exclusividad que le ata con el Grupo Prisa) y su lugar es ocupado por Carolina Bescansa.

## Audiencias
Según el Estudio general de medios:
- 2008 (tercera oleada, diciembre de 2008): 340.000 oyentes. Segundo lugar.[2]
- 2012 (tercera oleada, diciembre de 2012): 511.000 oyentes. Segundo lugar.[3]
- 2013 (tercera oleada, diciembre de 2013): 483.000 oyentes. Segundo lugar.[4]
- 2014 (tercera oleada, diciembre 2014): 542.000 oyentes. Segundo lugar.[5]
- 2015 (tercera oleada, diciembre de 2015): 450.000 oyentes. Segundo lugar.[6]
- 2016 (tercera oleada, diciembre de 2016): 470.000  oyentes. Segundo lugar.[7]
- 2017 (tercera oleada, diciembre de 2017): 541.000 oyentes. Segundo lugar.[8]
- 2018 (tercera oleada, diciembre de 2018): 499.000 oyentes. Segundo lugar.[9]
- 2019 (tercera oleada, diciembre de 2019): 580.000 oyentes. Segundo lugar.
- 2020 (tercera oleada, diciembre de 2020): 437.000 oyentes. Segundo lugar.[10]